# Rosyjska Liga Wojskowo-Republikańska
Rosyjska Liga Wojskowo-Republikańska (ros. Российская военно-республиканская лига) – rosyjska emigracyjna organizacja wojskowo-polityczna w latach 20. XX wieku.
W styczniu 1921 r. grupa b. oficerów armii rosyjskiej, przebywających w Londynie, którzy popierali demokratyczne hasła rewolucji lutowej 1917 r., postanowiła powołać Wszechrosyjski Związek Oficerski Popierających Rewolucję Lutową, nazwany też Wszechrosyjskim Związkiem Oficerów-Lutowców. Następnie nazwa została zmieniona na Rosyjski Związek Wojskowo-Demokratyczny. Ostatecznie w lutym 1923 r. w Paryżu utworzono Rosyjską Ligę Wojskowo-Republikańską. Nie udała się jednak akcja propagandowa, w związku z czym do organizacji na pocz. 1924 r. należało jedynie 10 członków: płk Nikołaj N. Poradiełow, płk M.G. Arnoldi, płk Zielenoje, płk Iwanowski, kpt. Bobrowski, kpt. Władimir N. Gomolicki, kpt. Andriej J. Trojan, sztabsrtm. Buchało, sztabsrtm. Wołkowyski i sztabsrtm. Digussar. Zdołano powołać Komisję Żołnierską Ligi, mającą prowadzić działalność o charakterze politycznym, kulturalnym i szkoleniowym wśród b. żołnierzy armii rosyjskiej, którzy znaleźli się we Francji. Wkrótce Liga rozpadła się.